# 232 Nord 3.1101 à 3.1102
Les 3.1101 et 3.1102 sont des locomotives à vapeur prototypes de type Baltic (232) à tender séparé de la Compagnie des chemins de fer du Nord.
Ce sont les premières machines à tender séparé au monde à utiliser le type Baltic, 15 ans avant les États-Unis.

## Genèse
La Compagnie des chemins de fer du Nord a besoin de machines plus puissantes pour faire face à l'augmentation des tares des trains de voyageurs. Ces Atlantic 221 Nord 2.641 à 2.675 (2-221 A) ne suffisent plus et elle fait étudier en 1909 par l'ingénieur Gaston Du Bousquet des machines à trois essieux accouplés entourés de deux bogies : les Baltic 3.1101 et 3.1102. 

## Description
Construits par les ateliers de La Chapelle, les deux prototypes sont mis en service en 1911. Peintes couleur chocolat avec des filets jaunes, on peut voir au centre des flancs des couvre-roues, une étoile qui serait un des symboles de la famille Rothschild. Les deux locomotives sont différentes par leur aspect, si la 3.1101 est dotée d'une chaudière classique avec tubes conduisant le gaz du foyer dans l'eau, la 3.1102 reçoit quant à elle une chaudière "aquatubulaire" expérimentale à tubes d'eau entourés par les gaz du foyer. La Compagnie du Nord avait déjà expérimenté le foyer à tubes d'eau sur le prototype 2.741 (type Atlantic 221 puis Reading 222) livrée en 1907.
Malheureusement Gaston Du Bousquet décède en 1910 avant la mise au point des 232, et dès 1913 la chaudière aquatubulaire de la 3.1102 est remplacée par une chaudière classique. Il en est de même pour la 2.741 lors de sa transformation en  230 Ten Wheel 3.999.

## Tenders
Elles étaient accouplées à des tenders à bogies d'une capacité en eau de 26 m3 et en combustible de 7 t. Les bogies du tender étaient de conception identique à ceux de la locomotive.

## Utilisation et service
Les 3.1101 et 3.1102 furent affectées au dépôt de La Chapelle.
Après avoir été mises de côté, notamment dues à la Première Guerre mondiale, les deux Baltic sont modifiées pour la chauffe au fuel mais restent peu utilisées. En 1937, la 3.1102 est découpée pour être présentée à l'Exposition internationale des techniques de Paris. Elle se trouve aujourd'hui à la Cité du train. Quant à la 3.1101, elle finit ses jours au dépôt de Calais en 1939 . 
Finalement, les Baltic du Nord auront eu un destin similaire aux Pacific 2901 et 2902 de la Compagnie des chemins de fer de l'Ouest.

## Machine préservée

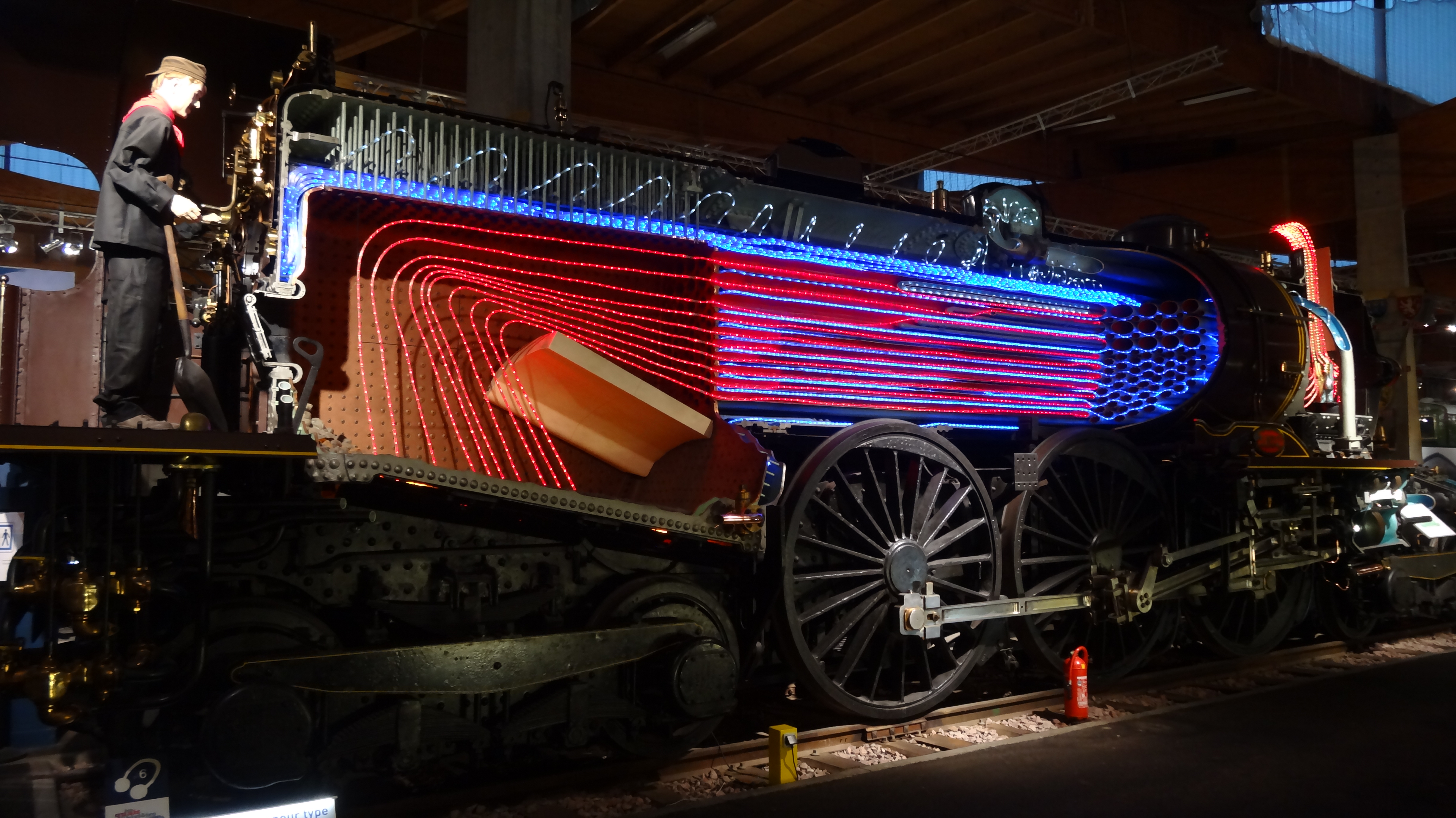
Prototype 3.1102 Nord à la Cité du Train.

La 3.1102 est préservée à la Cité du train de Mulhouse  sans tender et écorchée, telle qu'elle fut exposée lors de l'Exposition internationale des techniques de Paris en 1937. Elle est équipée d'une chaudière classique, le découpage permet de mieux comprendre le fonctionnement d'une machine à vapeur, les différentes parties étant traversées par des fibres lumineuses.
Sa restauration, confiée en 1972 par la SNCF aux ateliers de Thouars a nécessité 12 000 heures de travail.

## Modélisme
Les Baltic Nord ont été reproduites à l'échelle HO par l'ancienne firme française La Maison des Trains.